# جورج وود (لاعب كرة قدم)
جورج وود (بالإنجليزية: George Wood)‏ (مواليد 26 سبتمبر 1952) هو لاعب كرة قدم. يلعب مع منتخب اسكتلندا لكرة القدم. سبق له أن لعب في كأس العالم لكرة القدم مع منتخب بلاده.

## روابط خارجية
- جورج وود على موقع قاعدة بيانات كرة القدم.إي يو (الإنجليزية)
- جورج وود على موقع ناشيونال فوتبول تيمز (الإنجليزية)
- جورج وود على موقع عالم كرة القدم.نت (الإنجليزية)